# Jardins de Shalimar (Kapurthala)
Pour les articles homonymes, voir Jardins de Shalimar.
Les jardins de Shalimar sont des jardins créés par le maharaja de Kapurthala dans sa ville sur le modèle des jardins de Shalimar à Lahore.